# Shailkupa
Shailkupa è un sottodistretto (upazila) del Bangladesh situato nel distretto di Jhenaidah, divisione di Khulna. Si estende su una superficie di 373,42 km² e conta una popolazione di 361.648  abitanti (dato censimento 2011).